# Banjar XII
Banjar Xii is een bestuurslaag in het regentschap Rokan Hilir van de provincie Riau, Indonesië. Banjar Xii telt 7922 inwoners (volkstelling 2010).